# Třemešná
Třemešná (niem.  Röwersdorf) – gmina w Czechach, w powiecie Bruntál, w kraju morawsko-śląskim. Według danych z dnia 1 stycznia 2012 liczyła 919 mieszkańców. Leży przy granicy z Polską, a najbliższym miastem w Polsce jest leżący w odległości 5 km Prudnik.
Dzieli się na trzy części:
- Damašek
- Rudíkovy
- Třemešná